# Ben Davies
Benjamin ("Ben") Thomas Davies (Neath, 24 april 1993) is een Welsh voetballer die doorgaans als linksback speelt. Davies tekende in juli 2014 bij Tottenham Hotspur, dat hem overnam van Swansea City voor bijna 13 miljoen euro. Davies debuteerde in 2012 in het Welsh voetbalelftal.

## Clubcarrière
Davies komt uit de jeugd van Swansea City. Hij debuteerde voor het eerste elftal van The Swans op 25 augustus 2012. In een met 3–0 gewonnen thuiswedstrijd tegen West Ham United verving hij na 84 minuten Neil Taylor. Precies één week later viel die laatste uit met een zware enkelblessure, waardoor diens seizoen voorbij was. Davies werd daarop de vaste linksback in het elftal van manager Michael Laudrup.
Davies verruilde in juli 2014 Swansea voor Tottenham Hotspur. Daarvoor maakte hij op 31 augustus 2014 zijn competitiedebuut, toen hij thuis tegen Liverpool na 72 minuten inviel voor Danny Rose. De eindstand (0–3) stond op dat moment al op het scorebord.

## Clubstatistieken
| Seizoen     | Club              | Competitie     | Competitie | Competitie | Beker | Beker | Internationaal | Internationaal | Totaal | Totaal |
| Seizoen     | Club              | Competitie     | Wed.       | Dlp.       | Wed.  | Dlp.  | Wed.           | Dlp.           | Wed.   | Dlp.   |
| ----------- | ----------------- | -------------- | ---------- | ---------- | ----- | ----- | -------------- | -------------- | ------ | ------ |
| 2012/13     | Swansea City      | Premier League | 37         | 1          | 7     | 0     | —              | —              | 44     | 1      |
| 2013/14     | Swansea City      | Premier League | 34         | 2          | 0     | 0     | 7              | 0              | 41     | 2      |
| Club totaal | Club totaal       | Club totaal    | 71         | 3          | 7     | 0     | 7              | 0              | 85     | 3      |
| 2014/15     | Tottenham Hotspur | Premier League | 14         | 0          | 6     | 0     | 9              | 0              | 29     | 0      |
| 2015/16     | Tottenham Hotspur | Premier League | 17         | 0          | 2     | 0     | 8              | 0              | 27     | 0      |
| 2016/17     | Tottenham Hotspur | Premier League | 23         | 1          | 6     | 1     | 5              | 0              | 34     | 2      |
| 2017/18     | Tottenham Hotspur | Premier League | 29         | 2          | 4     | 0     | 5              | 0              | 38     | 2      |
| 2018/19     | Tottenham Hotspur | Premier League | 27         | 0          | 4     | 0     | 9              | 0              | 40     | 0      |
| 2019/20     | Tottenham Hotspur | Premier League | 18         | 0          | 1     | 0     | 3              | 0              | 22     | 0      |
| 2020/21     | Tottenham Hotspur | Premier League | 20         | 0          | 5     | 1     | 13             | 0              | 38     | 0      |
| 2021/22     | Tottenham Hotspur | Premier League | 1          | 0          | 2     | 0     | 4              | 0              | 7      | 0      |
| Club totaal | Club totaal       | Club totaal    | 149        | 3          | 30    | 2     | 56             | 0              | 235    | 4      |
| Totaal      | Totaal            | Totaal         | 220        | 6          | 37    | 2     | 63             | 0              | 320    | 7      |

Bijgewerkt op 29 oktober 2021 

## Interlandcarrière
Davis debuteerde op 12 oktober 2012 in het Welsh voetbalelftal in de met 2–1 gewonnen wedstrijd tegen Schotland. Sindsdien speelde hij regelmatig voor Wales, onder meer in het kwalificatietoernooi voor het wereldkampioenschap voetbal 2014. Met Wales nam hij deel aan het Europees kampioenschap voetbal 2016 in Frankrijk. Wales werd in de halve finale uitgeschakeld door Portugal (0–2), na in de eerdere twee knock-outwedstrijden Noord-Ierland (1–0) en België (3–1) te hebben verslagen. Ook tijdens het EK 2020 behoorde hij tot de Welshe selectie.

## Erelijst
| Competitie         |              |              |              |              |
| Competitie         | Aantal       | Jaren        |              |              |
| Swansea City       | Swansea City | Swansea City | Swansea City | Swansea City |
| ------------------ | ------------ | ------------ | ------------ | ------------ |
| League Cup         | 1x           | 2012/13      |              |              |
| Tottenham Hotspur  |              |              |              |              |
| UEFA Europa League | 1x           | 2024/25      |              |              |